# Emily Gielnik
Emily Gielnik (Melbourne, 13 maggio 1992) è una calciatrice australiana, attaccante del Melbourne Victory e della nazionale australiana.

## Palmarès

### Club
- Campionato australiano: 1

Brisbane Roar: 2010-2011
- Coppa di Norvegia: 1

Avaldsnes: 2017

### Nazionale
- Tournament of Nations: 1

2017
- Cup of Nations: 2

2019, 2023